# Griffon belge
De griffon belge (Belgisch griffonnetje) is een klein hondenras, afkomstig uit België. De griffon belge onderscheidt zich door zijn haarkleur van de ruwharige griffon bruxellois en door zijn ruwe vachtstructuur van de petit brabançon. De griffon belge heeft een kleine, vierkante lichaamsbouw met een ruwharige vacht in de kleuren zwart, zwart met brand (black & tan) en zwart met roodbruin gemengd.

## Geschiedenis
De griffon bruxellois, griffon belge en petit brabançon zijn allen ontstaan uit een klein, rood en ruwharig hondje (soms ook "smousje" genaamd) dat reeds lang in de streek van Brussel voorkwam. Het ras griffon bruxellois werd aan het eind van de 19e eeuw – vanaf 1880 en later – verder opgebouwd door het inkruisen van de kingcharlesspaniël en het mopshondje. Het inkruisen van het mopshondje leidde tot kortharige en ook zwarte variëteiten binnen het ras griffon bruxellois. De black-en-tankleur in de griffon belge en petit brabançon is afkomstig van de ingekruiste kingcharlesspaniël. Hiermee werden de drie rasvariëteiten gefixeerd. In 1900 werd die kortharige variant officieel erkend als nieuwe variëteit onder de naam petit brabançon. In 1905 werd een derde variëteit, de griffon belge, officieel erkend.
Deze kleine hondjes zijn zeer alert en werden oorspronkelijk gefokt om koetsen en stallen te vrijwaren van ongedierte.
Na de Eerste - en Tweede Wereldoorlog dreigde dit Belgische ras uit te sterven. Door de import van goede honden uit het buitenland (voornamelijk Engeland) kon het ras in België na de oorlog in stand worden gehouden. Aan het eind van de 19e eeuw en begin 20e eeuw werden veel honden vanuit België uitgevoerd naar Engeland. Vrijwel alle hedendaagse griffons en petit brabançons zijn wereldwijd terug te voeren tot deze honden uit Engeland.

## Algemeen voorkomen
Een klein gezelschapshondje. Elegant in de beweging en vierkant gebouwd met goed bot. Het hoofd is het belangrijkste en meest karakteristieke lichaamsdeel. Het is tamelijk groot in verhouding tot het lichaam en heeft een bijna menselijke expressie. De griffon belge heeft een brede en ronde schedel met gewelfd voorhoofd. De neus is zeer kort en bevindt zich op dezelfde hoogte als de ogen. De punt van de neus is naar achteren gekanteld. De onderkaak van de griffon belge is breed, goed opwaarts gebogen en steekt uit voor de bovenkaak. De griffon belge is een ondervoorbijter. Hij heeft grote, ronde en donkere ogen, die echter niet mogen uitpuilen. De griffon belge was oorspronkelijk een ras waarbij de oren en de staart werden gecoupeerd. Vanaf 2006 werd dit in België en vele andere Europese landen verboden. In de Verenigde Staten en nog andere landen is het couperen van oren en staart nog toegestaan. De oren zijn klein en hoog aangezet met voldoende tussenruimte en worden half rechtopstaand gedragen. De staart is hoog aangezet en wordt hoog en opgeheven gedragen met de punt gericht naar de rug, zonder deze te raken. De lichaamslengte is ongeveer gelijk aan de schofthoogte. Het gewicht varieert van 3,5 kg tot 6 kg.

## Vacht
De griffon belge heeft een ruwharige vacht in de kleuren zwart, zwart met brand (black & tan) en zwart met roodbruin gemengd. Het griffonnetje heeft een garnituur (baard en snor) dat begint onder de neus-ooglijn en zich uitstrekt van oor tot oor. De wangen worden goed bedekt met dicht haar dat langer is dan op de rest van het lichaam. Het haar boven de ogen moet langer zijn dan op de rest van de schedel en vormt de wenkbrauwen.

## Karakter
Deze kleine hondjes hebben een vrolijk, evenwichtig, waakzaam, alert en fier karakter en zijn zeer gehecht aan hun baasjes.

## Bijzonderheden
De variëteiten griffon bruxellois, griffon belge en petit brabançon kunnen allemaal in één nest geboren worden.
In tegenstelling tot andere kynologische organisaties, classificeert de FCI de griffon bruxellois, griffon belge en petit brabançon als drie aparte rassen (FCI standaard nr. 81 voor de griffon belge). Andere kynologische organisaties, zoals de Britse kennelclub (KC), de Amerikaanse kennelclub (AKC), de Canadese kennelclub (CKC) en de Australische kennelclub (ANKC), registreren het als één ras met drie variëteiten. De zojuist genoemde American Kennel Club erkent ook nog een vierde kleur als "belge" (roodbruin gemengd met zwart).
De "Club du Griffon Bruxellois" werd opgericht op 27 januari 1889 in "La Croix du Fer" op de Grote Markt in Brussel.